# Броден, Клод
Клод Броден (фр. Claude Brodin; 30 июля 1934, Лез-Андели, Франция — 17 октября 2014, там же) — французский фехтовальщик, бронзовый призёр летних Олимпийских игр в Токио (1964) в командном первенстве на шпагах.

## Спортивная карьера
В 1955 г. выиграл национальное первенство среди юниоров, в 1960 г. — стал чемпионом Франции среди взрослых. Участник двух Олимпиад (Рим-1960 и Токио-1964), на летних Играх в японской столице стал бронзовым призёром в командном первенстве на шпагах. В составе сборной выступал также его брат Жак.
В 1997 г. был награждён медалью за вклад в развитие юношеского фехтования.